# Hogna medellina
Hogna medellina är en spindelart som först beskrevs av Embrik Strand 1914.  Hogna medellina ingår i släktet Hogna och familjen vargspindlar.
Artens utbredningsområde är Colombia. Inga underarter finns listade i Catalogue of Life.